# Connect Player

CONNECT Player截圖

CONNECT Player是一個媒體播放器應用程式，由美國索尼公司分部Sony Connect於2005年開發，在2005年11月與索尼的新型硬碟數位音樂播放器NW-A Walkman系列一同發佈到歐洲與日本市場。
2006年1月歐洲索尼因接到過千宗關於CONNECT Player的問題報告，建議使用者在等待的進一步更新時改用SonicStage（索尼早期的媒體播放器）。（页面存档备份，存于）（页面存档备份，存于）
2006年5月25日Connect分部發佈SonicStage CP 4.0，為SonicStage加入如智能隨機播放與智慧搜尋連結（Artist Link）等功能。

## 外部連結
- How Sony failed to Connect, again